# ナイトジェット

ÖBB nightjet のロゴ

2025年現在のナイトジェットの路線図

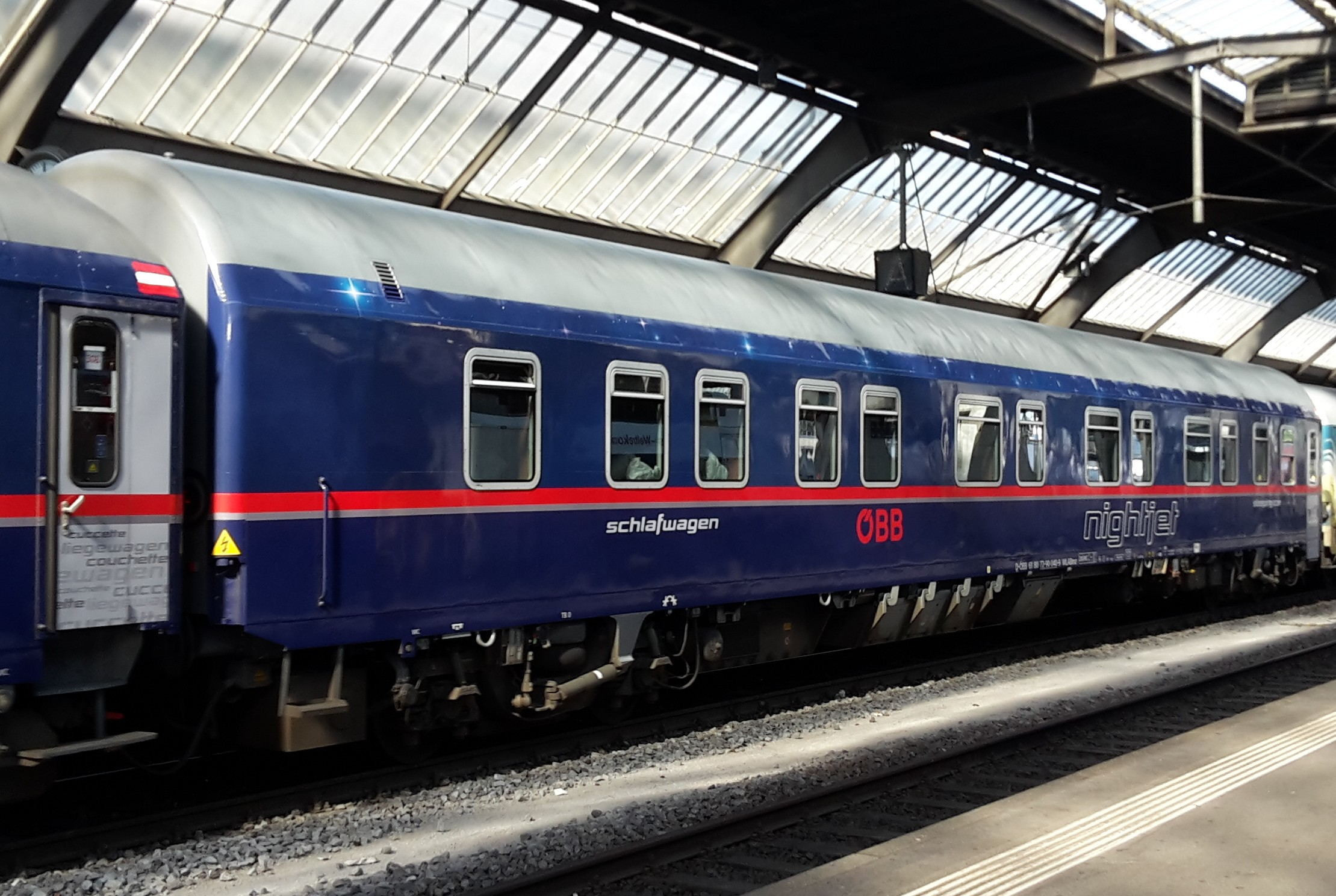
ナイトジェットの寝台車（チューリッヒ中央駅）

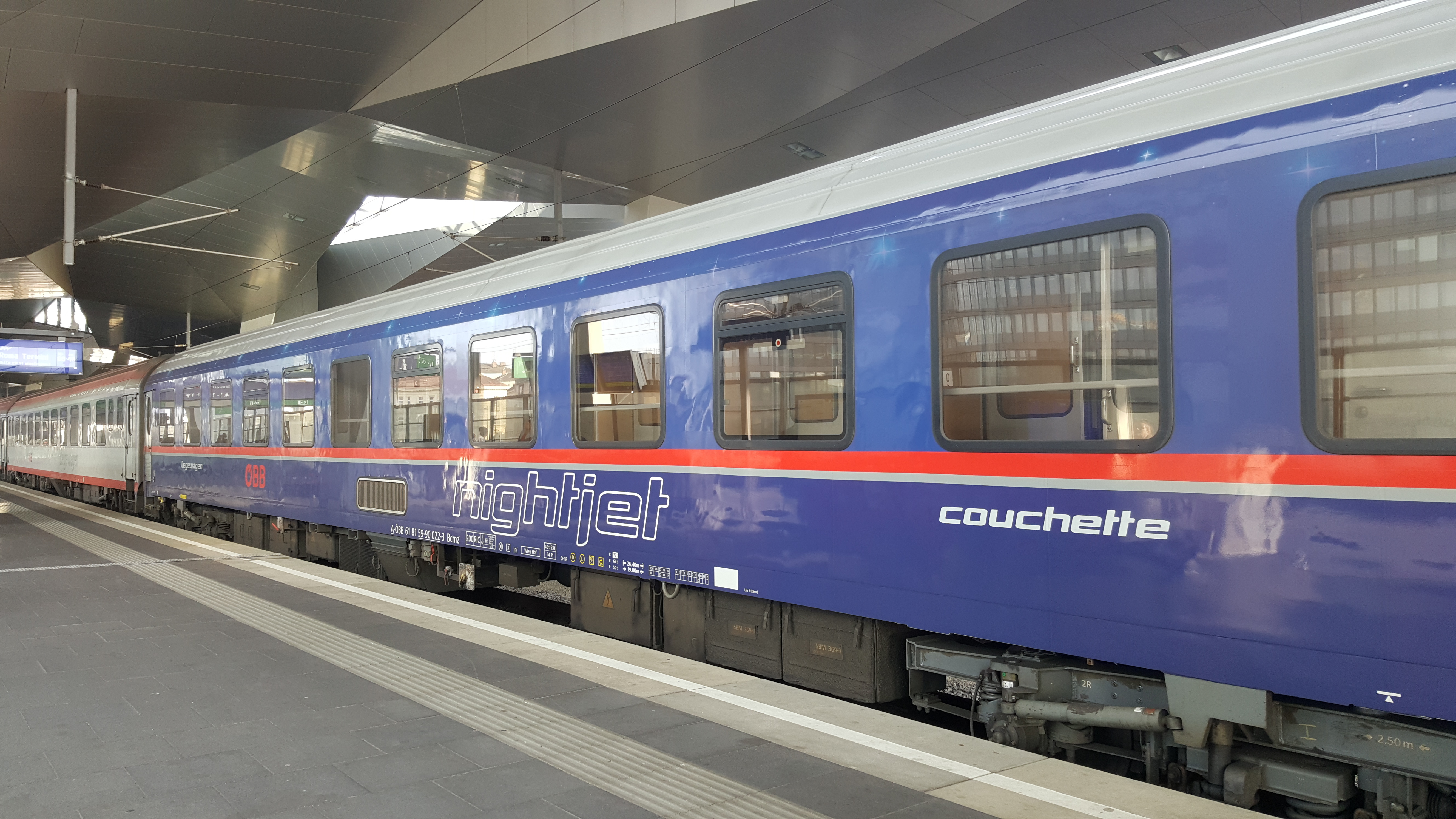
ナイトジェットのコンパートメント車 Liegewagen（ウィーン中央駅）

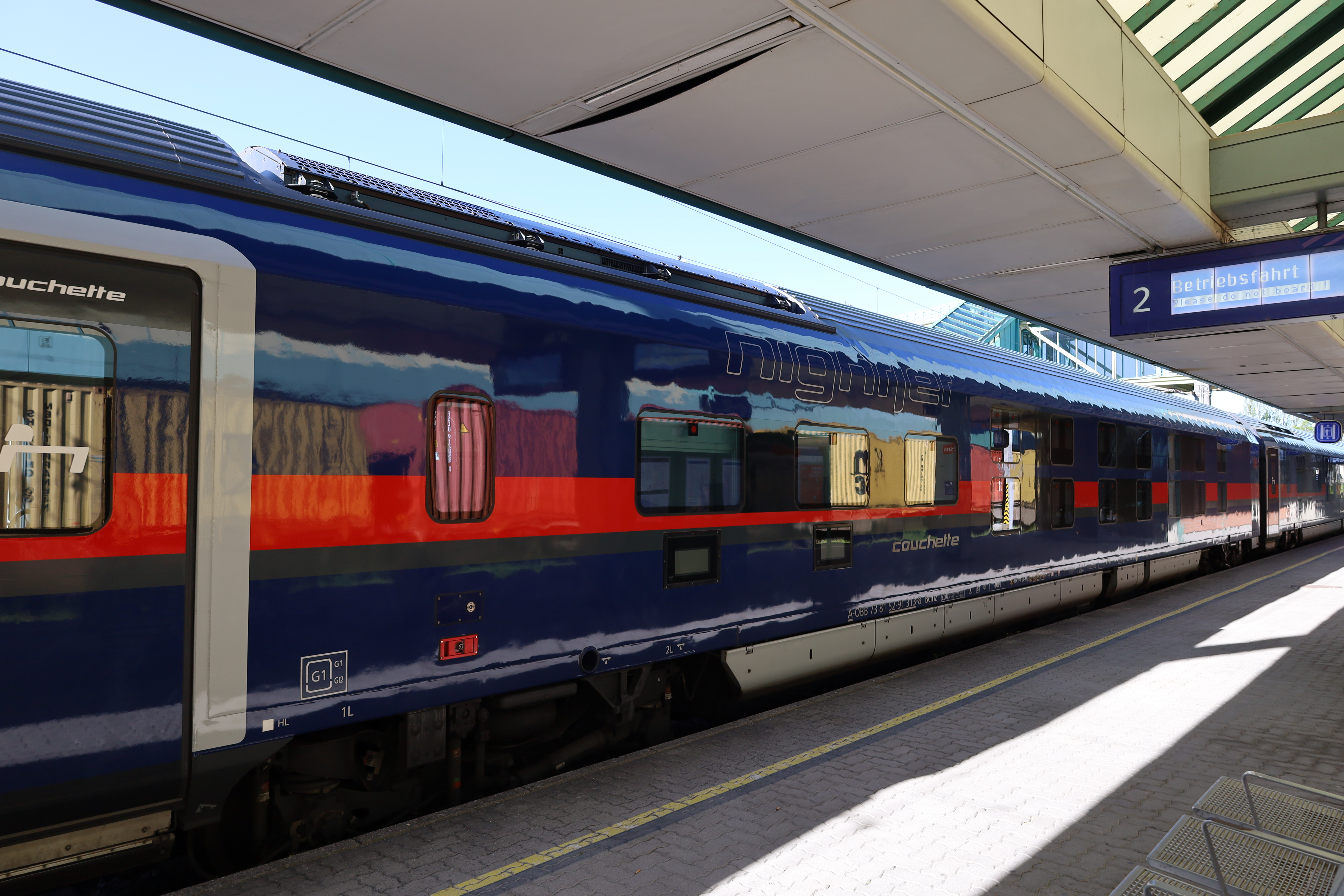
第二世代のナイトジェット

ナイトジェット (Nightjet) は、オーストリア連邦鉄道 (ÖBB) が2016年12月11日のダイヤ改正から運行している夜行列車のブランド名である。2017年12月以降、Nightjet (NJ) は列車種別にもなっている。

## 歴史
ユーロナイトとして販売されているÖBBの夜行列車と、2016年の12月までドイツ鉄道（DB）によって運転されていたシティナイトライン (CNL) の後継列車である。CNLの廃止により余剰となるドイツ鉄道の寝台車のうち、車齢の若い車両を譲受して運行を開始した。専用デザインの塗装が用意されたが、塗装変更は順次行われたため、しばらくはドイツ鉄道塗色のままで走行している車両も見られた。
2016年以降、CNLの名前で運行されているユーロナイトの一部はÖBBのパートナーであるクロアチア鉄道 (HŽ)、ハンガリー国鉄 (MÁV)、ポーランド国鉄 (PKP)、チェコ鉄道 (ČD)、鉄道企業体スロバキア (ZSSK) の各社によって運行されている。
2023年12月から新製車両の投入が開始された。7両編成33本を投入予定。2025年末までに納車される予定となっている。

## 車内
寝台車、簡易寝台車（クシェット）、座席車の3車種が連結されている。
寝台車は日本でのA寝台に相当する。三段寝台を備えたコンパートメントで、普通寝台では洗面所が、デラックス寝台ではトイレとシャワーが個室内に設置されている。ベッドは跳ね上げ式で、昼間は座席として使用し、夜間は座席を折りたたんだ上にベッドを展開する。人数に満たない場合は男女別の相部屋となるが、割増料金を支払うと1-2人での貸し切り利用も可能である。デラックス寝台は隣接する普通寝台との間に扉があり、両方の室内から解錠するとコネクティングルームとして使用できる。一部列車にはシティナイトラインから譲受した二階建て寝台車が連結されており、こちらの場合は車内配置が一部異なる。（寝台車が2人用個室、ベッドと座席が別）
クシェットは日本でのB寝台に相当する。二段寝台の4人コンパートメントまたは三段寝台の6人コンパートメントで、基本は相部屋である。寝台車と同じく割増料金を支払うことで貸切利用も可能となっている。
座席車は6人がけのコンパートメントである。座席車のみインターシティ扱いとしても販売されており、途中で乗客の入れ替わりがあることがある。
2023年に導入された新型車では、寝台車は2人用個室となり、全室にトイレ・シャワーが設置された。クシェットは4人用と、新たに設置された1人用のミニキャビン、車椅子対応バリアフリーの3タイプが用意された。座席車は従来とは異なり、大部屋となっている。

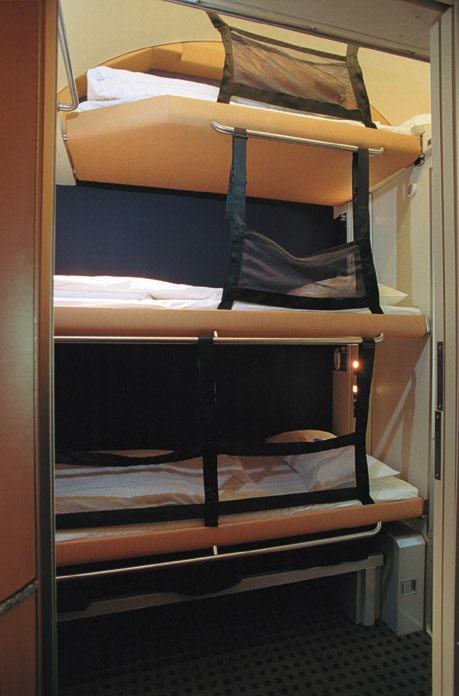
寝台車の3段寝台（夜位置）
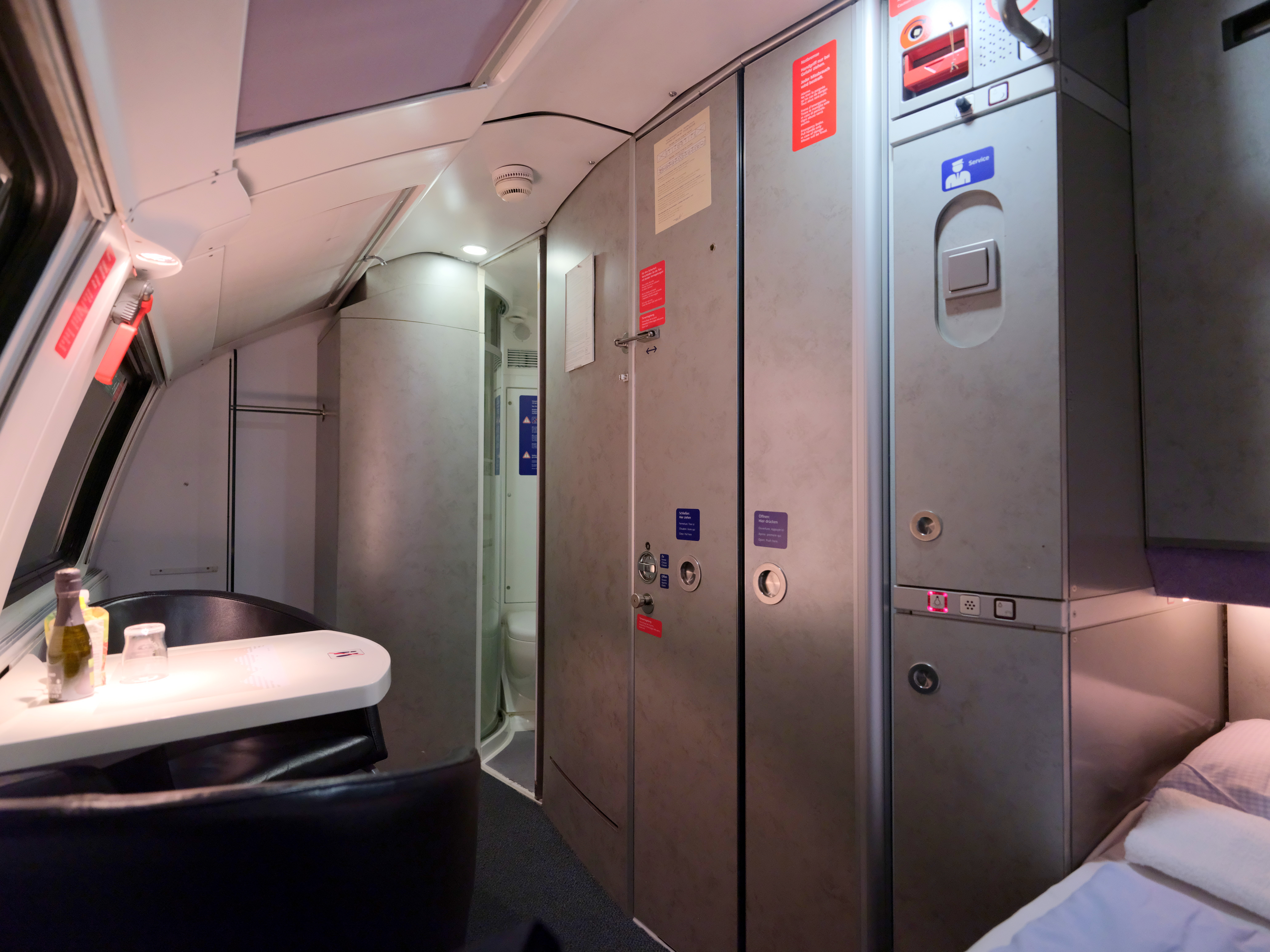
一部列車に連結される二階建て寝台車の室内
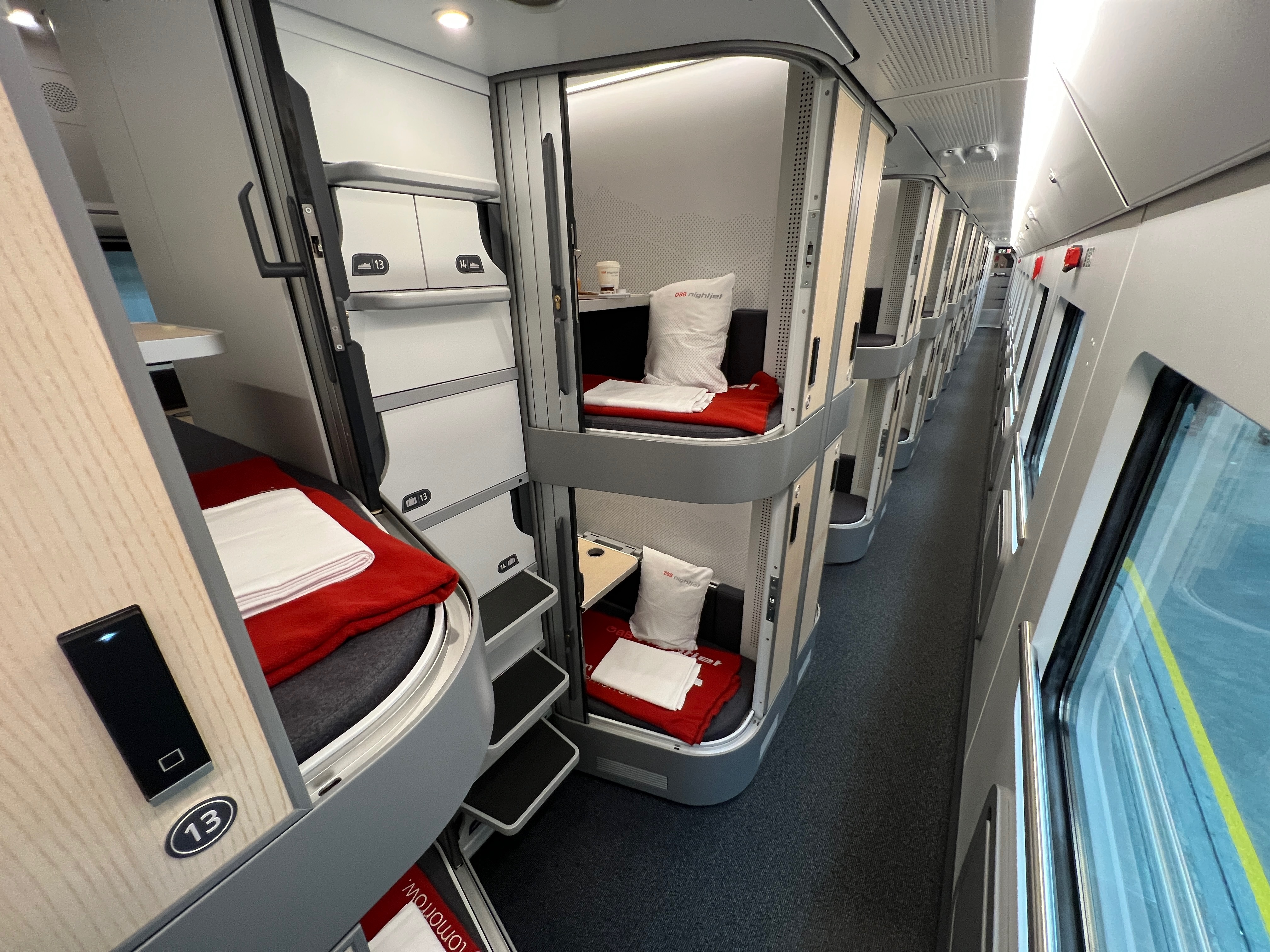
新型車の一人用クシェット「ミニキャビン」

## 供食サービス

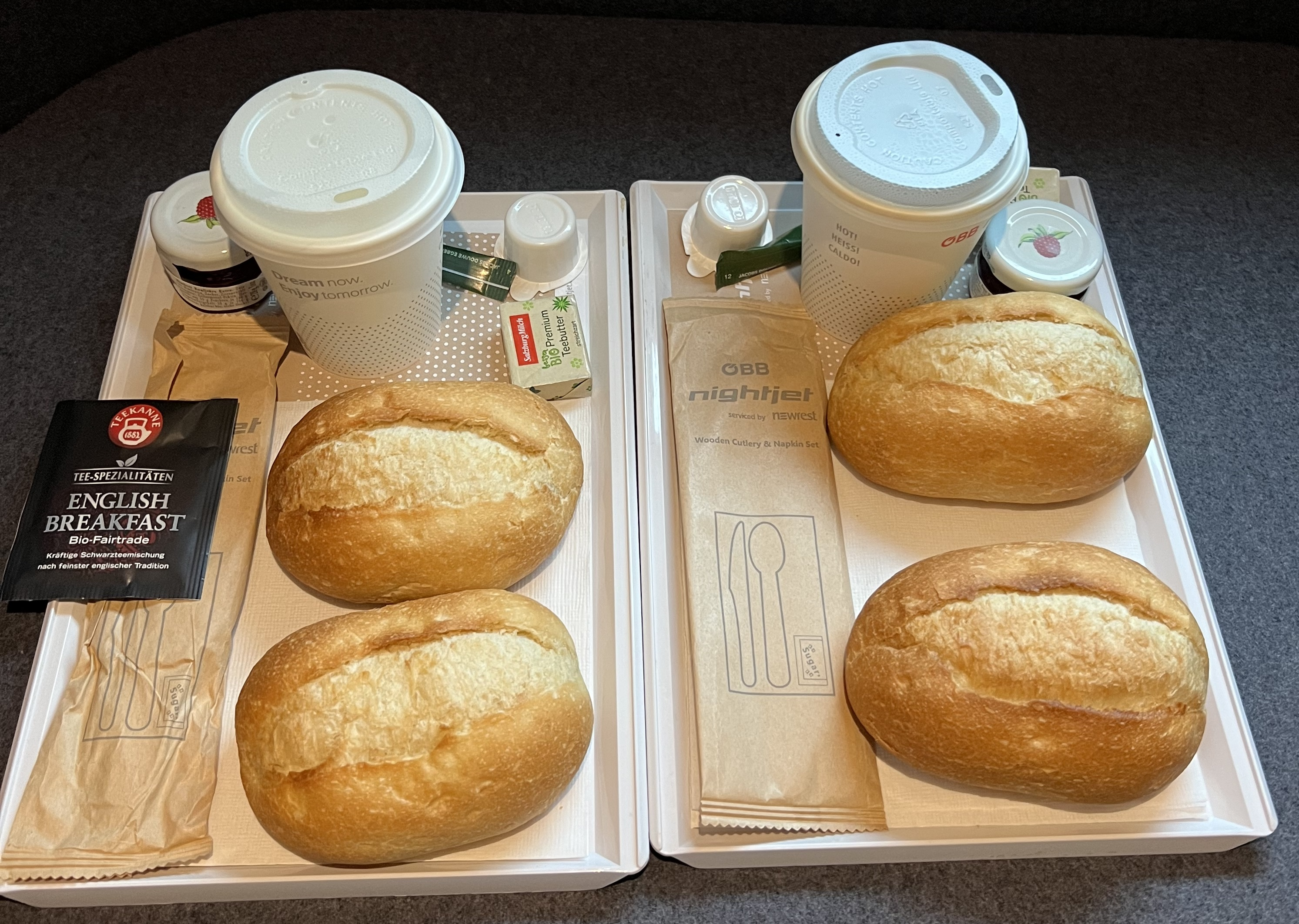
クシェットの朝食

食堂車は連結されていないが、下記の供食サービスが行われている。

### 夕食
寝台車では軽食の購入が可能なことがある。車内係員に申し出ると、暖めた上で配達される。

### 朝食
寝台車、クシェットでは朝食が提供される。寝台車室内に朝食注文票が備え付けられており、パンやヨーグルト、サラミ、バター、飲み物などから6品を選ぶ。クシェットではパンと飲み物のみが提供される。朝食は下車駅到着のおよそ40分前に配達される。

## 運行
2017年のダイヤでは、すべてのナイトジェットがユーロナイトとして運転されていたが、2017年12月のダイヤ改正以降ÖBBによって運行されるナイトジェットは、列車種別がNightjet (NJ) に変更された。オーストリアでの国内交通に加え、ドイツ、イタリア、スイス、ポーランド、スロバキア、クロアチア、スロベニアの各地を結んでいる。2020年のダイヤ（2019年12月改正）では、以下の列車が運行されている。
| 列車番号          | 沿線国                                         | ルート |
| ----------------- | ---------------------------------------------- | --- |
| NJ 446 NJ 447     | オーストリア                                   | ウィーン - リンツ - インスブルック - フェルトキルヒ - ブレゲンツ |
| NJ 464 NJ 465     | オーストリア スイス                            | グラーツ - レオーベン - ビショフスホーフェン - インスブルック - フェルトキルヒ - チューリッヒ （インスブルック - チューリッヒ間はNJ 40414/NJ 40465と併結） |
| NJ 466 NJ 467     | オーストリア スイス                            | ウィーン - リンツ - ザルツブルク - インスブルック - フェルトキルヒ - チューリッヒ （ウィーン - ザルツブルク間はNJ 237/NJ 236、ザルツブルク - チューリッヒ間はEN 50467/EN 50466と併結）                                                                        |
| EN 40414 EN 40465 | クロアチア スロベニア オーストリア スイス      | ザグレブ - リュブリャナ - フィラッハ - インスブルック - フェルトキルヒ - チューリッヒ （インスブルック - チューリッヒ間はNJ 464/NJ 465と併結） |
| NJ 401 NJ 40470   | ドイツ スイス                                  | ハンブルク - ハノーファー - ゲッティンゲン - フランクフルト・アム・マイン - マンハイム - バーゼル - チューリッヒ （ゲッティンゲン - チューリッヒ間はNJ 471/NJ 470と併結）                                                                                     |
| NJ 471 NJ 470     | ドイツ スイス                                  | ベルリン - マクデブルク - ゲッティンゲン - フランクフルト・アム・マイン - マンハイム - バーゼル - チューリッヒ （ゲッティンゲン - チューリッヒ間はNJ 401/NJ 40470と併結）                                                                                     |
| NJ 456 NJ 457     | オーストリア · チェコ · ポーランド · ドイツ    | ウィーン - オストラヴァ - ヴロツワフ - フランクフルト・アン・デア・オーダー - ベルリン （ウィーン - ボフミーン間はEN 40456/EN 407、ブルジェツラフ - ベルリン間はNJ 40476/NJ 40457と併結）                                                                     |
| NJ 490 NJ 491     | オーストリア ドイツ                            | ウィーン - リンツ - レーゲンスブルク - ニュルンベルク - ヴュルツブルク - ゲッティンゲン - ハノーファー - ハンブルク （ウィーン - ニュルンベルク間はNJ 40490, NJ 50490/NJ 40421, NJ 50425、ニュルンベルク - ハンブルク間はNJ 40420/NJ 40491と併結）            |
| NJ 40490 NJ 40421 | オーストリア ドイツ                            | ウィーン - リンツ - レーゲンスブルク - ニュルンベルク - フランクフルト・アム・マイン - ケルン - デュッセルドルフ （ウィーン - ニュルンベルク間はNJ 490, NJ 50490/NJ 491, NJ 50425、ニュルンベルク - デュッセルドルフ間はNJ 420/NJ 421と併結）                 |
| NJ 50490 NJ 50425 | オーストリア ドイツ ベルギー                   | ウィーン - リンツ - レーゲンスブルク - ニュルンベルク - フランクフルト・アム・マイン - ケルン - ブリュッセル （ウィーン - ニュルンベルク間はNJ 490, NJ 40490/NJ 491, NJ 40421、ニュルンベルク - ブリュッセル間はNJ 424/NJ 425と併結）                         |
| NJ 420 NJ 421     | オーストリア ドイツ                            | インスブルク - ミュンヘン - ニュルンベルク - ヴュルツブルク - フランクフルト・アム・マイン - ケルン - デュッセルドルフ （インスブルック - ニュルンベルク間はNJ 40420, NJ 424/NJ 40491, NJ 425、ニュルンベルク - デュッセルドルフ間はNJ 40490/NJ 40421と併結） |
| NJ 40420 NJ 40491 | オーストリア ドイツ                            | インスブルック - ミュンヘン - ニュルンベルク - ヴュルツブルク - フランクフルト・アム・マイン - ケルン - ハンブルク （インスブルック - ニュルンベルク間はNJ 420, NJ 424/NJ 421, NJ 425、ニュルンベルク - ハンブルク間はNJ 420/NJ 491と併結）                   |
| NJ 424 NJ 425     | オーストリア ドイツ ベルギー                   | インスブルック - ミュンヘン - ニュルンベルク - ヴュルツブルク - フランクフルト・アム・マイン - ケルン - ブリュッセル （インスブルック - ニュルンベルク間はNJ 420, NJ 40420/NJ 421, NJ 40491、ニュルンベルク - ブリュッセル間はNJ 50490/NJ 50425と併結）       |
| EN 462 EN 463     | ハンガリー · オーストリア · ドイツ             | ブダペスト - ウィーン - リンツ - ザルツブルク - ミュンヘン （ブダペスト - ザルツブルク間はEN 40462, D 70462/EN 40467, D 70463、ザルツブルク - ミュンヘン間はNJ 40236, EN 498, EN 480/NJ 40463, NJ 50463, NJ 60463と併結）                                     |
| EN 40476 EN 40457 | ハンガリー スロバキア チェコ ポーランド ドイツ | ブダペスト - ブラチスラバ - フランクフルト・アン・デア・オーダー - ベルリン （ブルジェツラフ - ボフミーン間はEN 40456/EN 407、ブルジェツラフ - ベルリン間はNJ 456/NJ 457と併結）                                                                              |
| NJ 40233 NJ 40294 | オーストリア イタリア                          | ウィーン - レオーベン - フィラッハ - ヴェネツィア - フィレンツェ - ローマ （フィラッハ - ローマ間はNJ 295/NJ 294と併結） |
| NJ 233 NJ 235     | オーストリア イタリア                          | ウィーン - レオーベン - フィラッハ - ヴェネツィア - ヴェローナ - ミラノ （フィラッハ - ミラノ間はNJ 40295/NJ 40235と併結） |
| NJ 237 NJ 236     | オーストリア イタリア                          | ウィーン - リンツ - ザルツブルク - フィラッハ - ヴェネツィア （ウィーン - ザルツブルク間はNJ 466/NJ 467、フィラッハ - ヴェネツィア間はNJ 40463/NJ 40236と併結）                                                                                               |
| NJ 1237 NJ 1234   | オーストリア イタリア                          | ウィーン - レオーベン - フィラッハ - ヴェネツィア - フィレンツェ - リヴォルノ |
| NJ 295 NJ 294     | ドイツ オーストリア イタリア                   | ミュンヘン - ザルツブルク - フィラッハ - ヴェネツィア - フィレンツェ - ローマ （ミュンヘン - フィラッハ間はNJ 40295/NJ 40235、フィラッハ - ローマ間はNJ 40233/NJ 40294と併結）                                                                                |
| NJ 40295 NJ 40235 | ドイツ オーストリア イタリア                   | ミュンヘン - ザルツブルク - フィラッハ - ヴェネツィア - ヴェローナ - ミラノ （ミュンヘン - フィラッハ間はNJ 295/NJ 294、フィラッハ - ミラノ間はNJ 233/NJ 235と併結）                                                                                          |
| NJ 40463 NJ 40236 | ドイツ オーストリア イタリア                   | ミュンヘン - ザルツブルク - フィラッハ - ヴェネツィア （ミュンヘン - ザルツブルク間はNJ 463/NJ 462、ミュンヘン - フィラッハ間はEN 50463, EN 60463、フィラッハ - ヴェネツィア間はNJ 237/NJ 236と併結）                                                         |
| EN 50463 EN 498   | ドイツ オーストリア スロベニア クロアチア      | ミュンヘン - ザルツブルク - フィラッハ - リュブリャナ - ザグレブ （ミュンヘン - ザルツブルク間はNJ 463/NJ 462、ミュンヘン - フィラッハ間はNJ 40463/NJ 40236、ミュンヘン - リュブリャナ間はEN 60463/EN 480と併結）                                             |
| EN 60463 EN 480   | ドイツ オーストリア スロベニア クロアチア      | ミュンヘン - ザルツブルク - フィラッハ - リュブリャナ - リエカ （ミュンヘン - ザルツブルク間はNJ 463/NJ 462、ミュンヘン - フィラッハ間はNJ 40463/NJ 40236、ミュンヘン - リャブリャナ間はEN 50463/EN 498と併結）                                               |
| EN 40456 EN 407   | オーストリア チェコ ポーランド                 | ウィーン - クラクフ - ワルシャワ （ウィーン - ボフミーン間はNJ 456/NJ 457、ブルジェツラフ - ボフミーン間はEN 40476/EN 40457と併結） |
| EN 50467 EN 50466 | スイス オーストリア チェコ                     | チューリッヒ - フェルトキルヒ - （インスブルク - ザルツブルク - リンツ） - プラハ （チューリッヒ - ザルツブルク間はNJ 467/NJ 466と併結） |